# Susasca
Susasca är ett vattendrag i Schweiz. Det ligger i den östra delen av landet, 200 km öster om huvudstaden Bern.
Trakten runt Susasca består i huvudsak av gräsmarker. Runt Susasca är det mycket glesbefolkat, med 3 invånare per kvadratkilometer.